# Mookane
Mookane är en ort (village) i distriktet Central i Botswana. 